# Albi fuori serie di Mister No
Gli albi fuori serie di Mister No sono pubblicazioni che esulano dalla serie regolare di Mister No, che la Sergio Bonelli Editore ha affiancato alle storie inedite con cadenza perlopiù annuale. L'elenco comprende i seguenti:
- Speciale Mister No, albi con cadenza annuale di formato consueto, ma con un numero maggiore di pagine. Ad essi viene allegato, fino al numero 8, delle piccole guide, dal numero 9 al numero 11 Esse-Esse, e, dal numero 12 al 13, Jerry Drake detective;
- Almanacco dell'Avventura, albi annuali della Collana Almanacchi, i quali, oltre a contenere una storia completa di 92 pagine, includono anche le recensioni cinematografiche e letterarie delle novità riguardanti l'avventura;
- Maxi Mister No, albi annuali di grande formato;

## Speciale Mister No
| Nr. | Titolo                                      | Data pubblicazione | Soggetto                         | Sceneggiatura                    | Disegni                              | Copertina                          |
| --- | ------------------------------------------- | ------------------ | -------------------------------- | -------------------------------- | ------------------------------------ | ---------------------------------- |
| 1   | Magia nera                                  | luglio 1986        | Guido Nolitta                    | Guido Nolitta                    | Roberto Diso                         | Roberto Diso                       |
| 2   | Uomini nella giungla                        | giugno 1987        | Guido Nolitta                    | Guido Nolitta                    | Roberto Diso                         | Roberto Diso                       |
| 3   | Il re del Sertão                            | luglio 1988        | Guido Nolitta                    | Guido Nolitta                    | Roberto Diso                         | Roberto Diso                       |
| 4   | Un mondo perduto                            | luglio 1989        | Guido Nolitta                    | Guido Nolitta                    | Roberto Diso                         | Roberto Diso                       |
| 5   | Zulu!                                       | giugno 1990        | Guido Nolitta                    | Guido Nolitta                    | Roberto Diso                         | Roberto Diso                       |
| 6   | Dark lady                                   | luglio 1991        | Guido Nolitta                    | Guido Nolitta                    | Roberto Diso                         | Roberto Diso                       |
| 7   | Avventura a Manaus                          | luglio 1992        | Guido Nolitta                    | Guido Nolitta                    | Roberto Diso                         | Roberto Diso                       |
| 8   | Mister No & Martin Mystère - Fuga da Skynet | luglio 1993        | Guido Nolitta / Alfredo Castelli | Guido Nolitta / Alfredo Castelli | Domenico Di Vitto / Stefano Di Vitto | Roberto Diso                       |
| 9   | Le iene                                     | marzo 1995         | Alberto Ongaro / Luigi Mignacco  | Alberto Ongaro / Luigi Mignacco  | Giuseppe Viglioglia / Roberto Diso   | Giuseppe Viglioglia / Roberto Diso |
| 10  | I Diavoli Bianchi                           | marzo 1996         | Marco Del Freo / Luigi Mignacco  | Marco Del Freo / Luigi Mignacco  | Carlo Bellagamba                     | Roberto Diso                       |
| 11  | Il soldato senza nome                       | marzo 1997         | Luigi Mignacco                   | Luigi Mignacco                   | Domenico Di Vitto / Stefano Di Vitto | Roberto Diso                       |
| 12  | Giungla d'asfalto                           | aprile 1998        | Luigi Mignacco                   | Luigi Mignacco                   | Giuseppe Viglioglia                  | Roberto Diso                       |
| 13  | Un giovane americano                        | aprile 1999        | Michele Masiero                  | Michele Masiero                  | Fabio Valdambrini                    | Roberto Diso                       |
| 14  | Hell's Angels                               | marzo 2000         | Stefano Marzorati                | Stefano Marzorati                | Paolo Bisi                           | Roberto Diso                       |
| 15  | Una storia del West                         | luglio 2001        | Michele Masiero                  | Michele Masiero                  | Giuseppe Viglioglia                  | Roberto Diso                       |
| 16  | Il tesoro maledetto                         | giugno 2007        | Luigi Mignacco                   | Luigi Mignacco                   | Fabrizio Busticchi / Luana Paesani   | Roberto Diso                       |
| 17  | Il clan dei colombiani                      | dicembre 2007      | Michele Masiero                  | Michele Masiero                  | Domenico Di Vitto / Stefano Di Vitto | Roberto Diso                       |
| 18  | Sangue sul Sertão                           | giugno 2008        | Michele Masiero                  | Michele Masiero                  | Domenico Di Vitto / Stefano Di Vitto | Roberto Diso                       |
| 19  | L'assassino misterioso                      | dicembre 2008      | Luigi Mignacco                   | Luigi Mignacco                   | Fabrizio Busticchi / Luana Paesani   | Roberto Diso                       |
| 20  | Jangadas!                                   | giugno 2009        | Luigi Mignacco                   | Luigi Mignacco                   | Domenico Di Vitto / Stefano Di Vitto | Roberto Diso                       |

Agli speciali sono stati allegati i seguenti volumetti:
- Speciale n. 1: Guida a Vudù e Macumba (a cura di Mauro Boselli)
- Speciale n. 2: Guida agli esploratori dell'Amazzonia (a cura di Mauro Boselli)
- Speciale n. 3: Guida ai Cangaceiros (a cura di Mauro Boselli)
- Speciale n. 4: Ciao Amazzonia (a cura di Mauro Boselli)
- Speciale n. 5: Guida agli esploratori dell'Africa (a cura di Mauro Boselli)
- Speciale n. 6: Le eroine del fumetto (a cura di Ferruccio Alessandri)
- Speciale n. 7: Guida ai grandi avventurieri (a cura di Maurizio Colombo e Stefano Marzorati)
- Speciale n. 8: Guida all'Avventura (a cura di Maurizio Colombo)
- Speciale n. 9: Esse-Esse: Anno Zero (Soggetto e sceneggiatura: Luigi Mignacco - Disegni: Giuseppe Viglioglia - Copertina: Roberto Diso)
- Speciale n. 10: Esse-Esse: Cacciatori di uomini (Soggetto e sceneggiatura: Luigi Mignacco - Disegni: Giuseppe Viglioglia - Copertina: Roberto Diso)
- Speciale n. 11: Esse-Esse: Cuore di tenebra (Soggetto e sceneggiatura: Luigi Mignacco - Disegni: Giuseppe Viglioglia - Copertina: Roberto Diso)
- Speciale n. 12: Jerry Drake detective: L'uomo che ride (Soggetto e sceneggiatura: Maurizio Colombo - Disegni: Alessandro Bignamini - Copertina: Roberto Diso)
- Speciale n. 13: Jerry Drake detective: Storie nere (Soggetto e sceneggiatura: Luigi Mignacco - Disegni: Alessandro Bignamini - Copertina: Roberto Diso)

## Almanacco dell'Avventura
| Nr | Titolo            | Pubblicato il  | Pagine | Soggetto        | Sceneggiatura   | Disegni                     | Copertina     |
| -- | ----------------- | -------------- | ------ | --------------- | --------------- | --------------------------- | ------------- |
| 1  | Capitan Vendetta  | dicembre 1993  | 94     | Mauro Boselli   | Mauro Boselli   | Fabio Civitelli             | Roberto Diso  |
| 2  | Il re dei Papua   | settembre 1994 | 94     | Guido Nolitta   | Luigi Mignacco  | Domenico e Stefano Di Vitto | Roberto Diso  |
| 3  | Storia di un eroe | settembre 1995 | 94     | Luigi Mignacco  | Luigi Mignacco  | Ferdinando Tacconi          | Roberto Diso  |
| 4  | Ardenne 1945      | ottobre 1997   | 98     | Michele Masiero | Michele Masiero | Roberto Diso                | Roberto Diso  |
| 5  | Dreamland         | ottobre 1999   | 106    | Luigi Mignacco  | Luigi Mignacco  | Alessandro Bignamini        | Roberto Diso  |
| 6  | Il re del Sertão  | settembre 2012 | 160    | Guido Nolitta   | Guido Nolitta   | Roberto Diso                | Claudio Villa |

## Maxi Mister No
| Nr. | Titolo                     | Pubblicato il | Soggetto          | Sceneggiatura     | Disegni                            | Copertina    |
| --- | -------------------------- | ------------- | ----------------- | ----------------- | ---------------------------------- | ------------ |
| 1   | Little Odessa              | luglio 1998   | Stefano Marzorati | Stefano Marzorati | Marco Bianchini                    | Roberto Diso |
| 1   | L'angelo della morte       | luglio 1998   | Luigi Mignacco    | Luigi Mignacco    | Fabrizio Busticchi / Luana Paesani | Roberto Diso |
| 1   | Il segno dei tre K         | luglio 1998   | Stefano Marzorati | Stefano Marzorati | Oliviero Gramaccioni               | Roberto Diso |
| 2   | C'era una volta a New York | luglio 1999   | Maurizio Colombo  | Maurizio Colombo  | Giovanni Bruzzo                    | Roberto Diso |